# جوند (فیلم)
جوند (به هندی: Jhund) یا گله (به انگلیسی: Herd) فیلمی هندی محصول سال ۲۰۲۲ و به کارگردانی ناگراج مانجوله است. در این فیلم بازیگرانی همچون آمیتاب باچان، آنکوش گدام، آکاش توسار، کیشور کادام و رینکو راجگورو ایفای نقش کرده‌اند.